# Marga Mulia (Air Rami)
Marga Mulia is een bestuurslaag in het regentschap Muko-Muko van de provincie Bengkulu, Indonesië. Marga Mulia telt 865 inwoners (volkstelling 2010).